# Glittertind
Glittertind (officiell norsk form på kartor: Glittertinden) är Norges näst högsta berg, beläget i Jotunheimen i Loms kommun i Oppland fylke. 
Glittertind är enligt senaste mätning 2 465 m ö.h., inklusive den snökappa toppen är täckt av. Det är fyra meter lägre än Galdhøpiggen, som inte har glaciär på toppen. Höjden på Glittertinds fasta berg är 2 452 m ö.h. Tidigare var Glittertind inklusive glaciären några meter högre än Galdhøpiggen, och det var debatt om hur det skulle räknas, vilken som var högst. Numera har glaciären minskat i tjocklek, vilket gör Galdhøpiggen högst oavsett.
Glittertind nås till fots utan behov av klätterutrustning, eller glaciärutrustning. Startpunkten är Spiterstulen fjällstation (1 300 m höjdskillnad, bilparkering) eller Glitterheim fjällstuga (1 080 m höjdskillnad, men ej tillåtet med privata bilar där). Det tar oftast runt åtta till nio timmar att vandra/klättra upp och ner igen från Spiterstulen.
Glittertind besöks av några tiotals personer om dagen under högsäsong.
Galdhøpiggen är lättare att nå från Juvasshytta (600 m höjdskillnad) än Glittertind, och är högst, och har därför flera hundra besökare vissa dagar. 